# Chengping Manzu Xiang
Chengping Manzu Xiang (kinesiska: 成平满族乡, 成平) är en socken i Kina. Den ligger i provinsen Liaoning, i den nordöstra delen av landet, omkring 120 kilometer nordost om provinshuvudstaden Shenyang. Antalet invånare är 10498. Befolkningen består av 5 136 kvinnor och 5 362 män. Barn under 15 år utgör 14,0 %, vuxna 15-64 år 77 %, och äldre över 65 år 8,0 %.
Genomsnittlig årsnederbörd är 1 061 millimeter. Den regnigaste månaden är augusti, med i genomsnitt 233 mm nederbörd, och den torraste är januari, med 10 mm nederbörd.